# خزانة الأحذية
خزانة الأحذية قطعة من قطع الأثاث المنزلي تصنع غالباً من الخشب كما تحتوي على عدة رفوف في معظم الأحيان. تستخدم لترتيب وتوضيب الأحذية. عادة ما تتواجد في زاوية قرب الباب الخارجي للبيت وذلك في المجتمعات التي تنتشر فيها عادة خلع الحذاء لدى دخول البيت، أما في بعض المجتمعات الأخرى فيتم تخصيص مكان ما لخزانة الأحذية في الغرف الشخصية المتواجدة في البيت.
تتواجد خزائن الأحذية بشكل ملفت في المساجد حيث تتطلب الضرورة خلع الحذاء لدى دخول المسجد (المصلى داخل المسجد الموضع المخصص للصلاة في المسجد).